# Bob Ferguson
Robert Watson Ferguson, detto Bob (Seattle, 23 febbraio 1965), è un politico e avvocato statunitense, governatore dello stato di Washington dal 2025 ed in precedenza Procuratore generale dello stesso stato dal 2013 al 2025.

## Biografia
Nato a Seattle, nello stato di Washington, Ferguson frequenta l'Università di Washington, dove ha ricoperto anche il ruolo di presidente del corpo studentesco. Uscito da lì, frequenta poi l'Università di New York, dove consegue un dottorato in giurisprudenza. Dopo la laurea inizia ad esercitare la professione forense nella città di Spokane, per poi ritornare nella sua città natale entrando a far parte dello studio legale Preston Gates & Ellis, dove assunse il ruolo di consulente legale.
Nel 2003 decide di entrare in politica come democratico facendosi eleggere al consiglio della contea di King, dove sei anni dopo ricopre anche il ruolo di presidente.
Nel 2013 è eletto procuratore generale per lo Stato di Washington.
Nel 2024 è candidato alle elezioni governatoriali come candidato governatore dello stato, risultando poi eletto con il 55,9% dei voti, battendo il repubblicano Dave Reichert.